# Wayne Baughman

Zawodnik Oklahoma Sooners

Richard Wayne Baughman (ur. 4 stycznia 1941 w Oklahoma City, zm. 16 lutego 2022 w Colorado Springs) – amerykański zapaśnik walczący w obu stylach. Trzykrotny olimpijczyk. Zajął piąte miejsce w Meksyku 1968 i odpadł w eliminacjach w Tokio 1964  i Monachium 1972. Walczył w kategoriach 82 – 90 kg, w stylu klasycznym.
Triumfator igrzysk panamerykańskich w 1967 roku.
Piąty na mistrzostwach świata w 1965; szósty w 1967 i odpadł w eliminacjach w 1963, 1966, 1970 i 1971 roku.
Zawodnik John Marshall High School z Oklahoma City i University of Oklahoma. Trzy razy All-American (1961–1963) w NCAA Division I, pierwszy w 1962; drugi w 1961 i 1963 roku. Trener w United States Air Force Academy, a także reprezentacji na igrzyska w Montrealu 1976.